# Chloraea magellanica
Chloraea magellanica là một loài thực vật có hoa trong họ Lan. Loài này được Hook.f. mô tả khoa học đầu tiên năm 1846.

## Hình ảnh

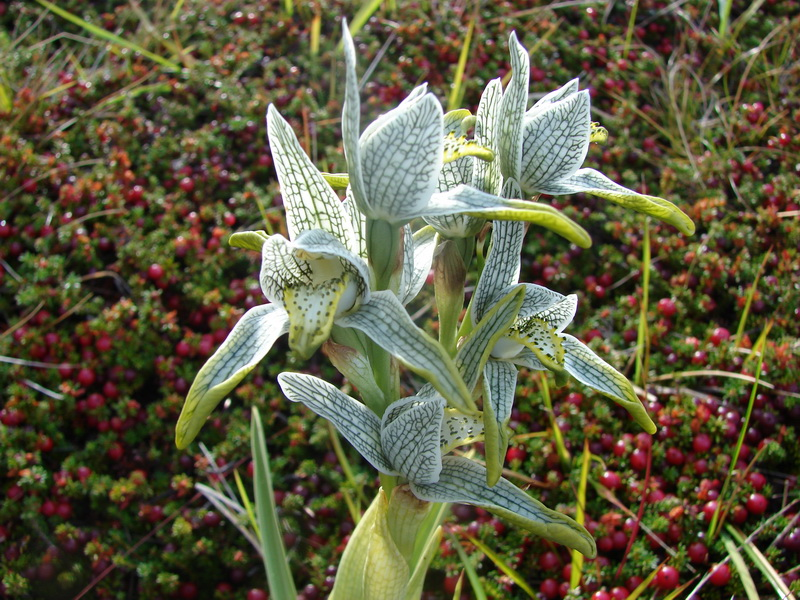
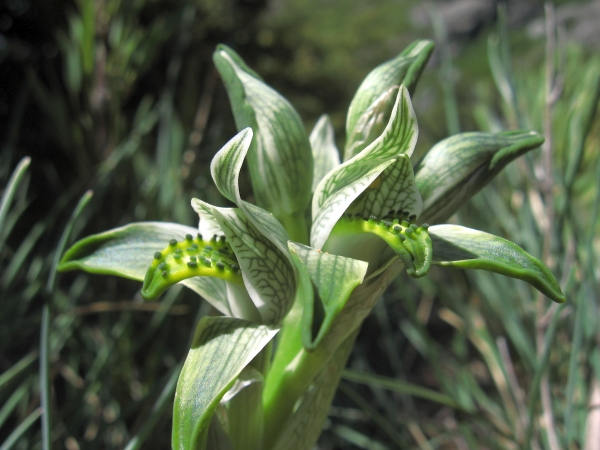
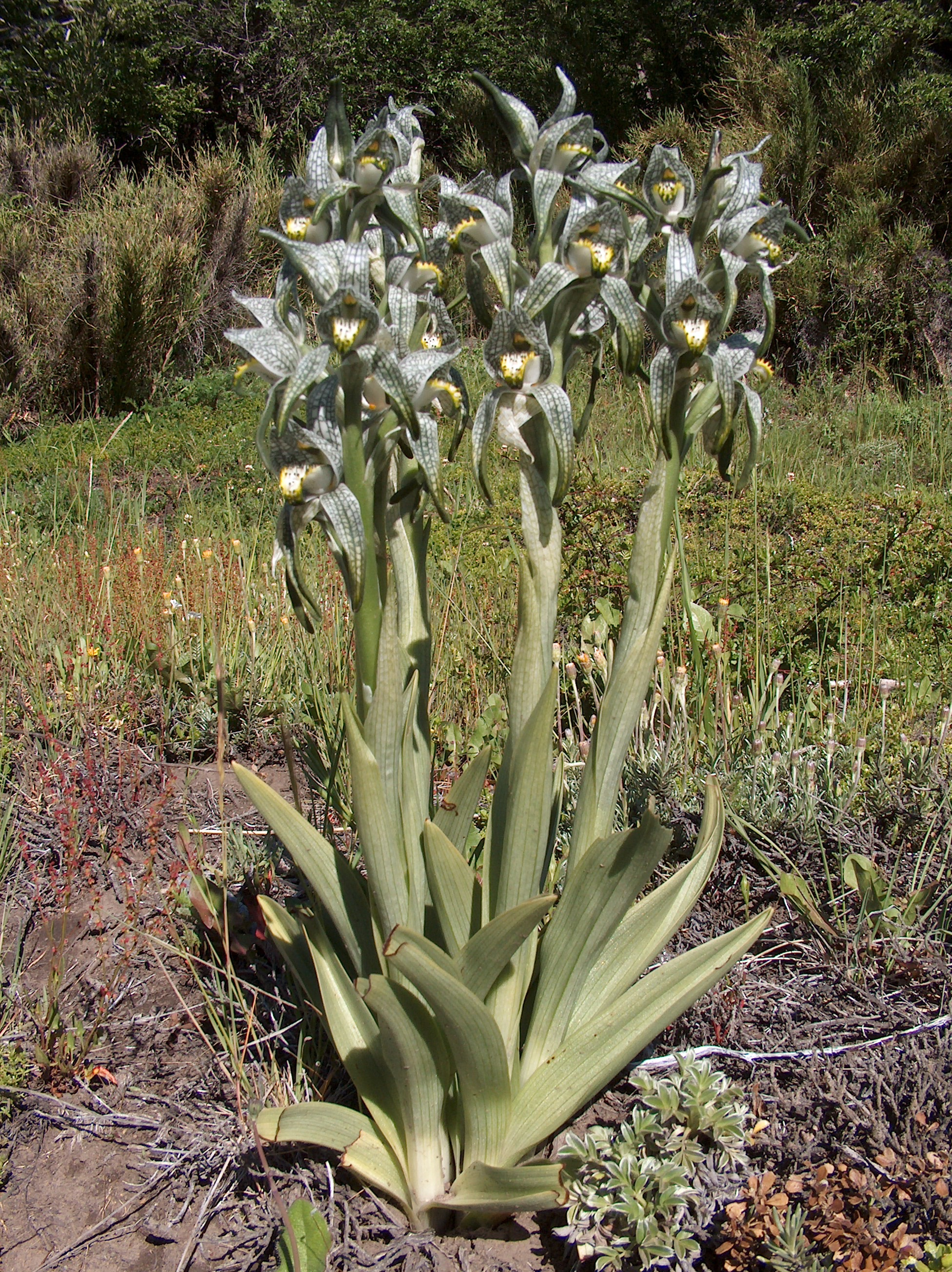
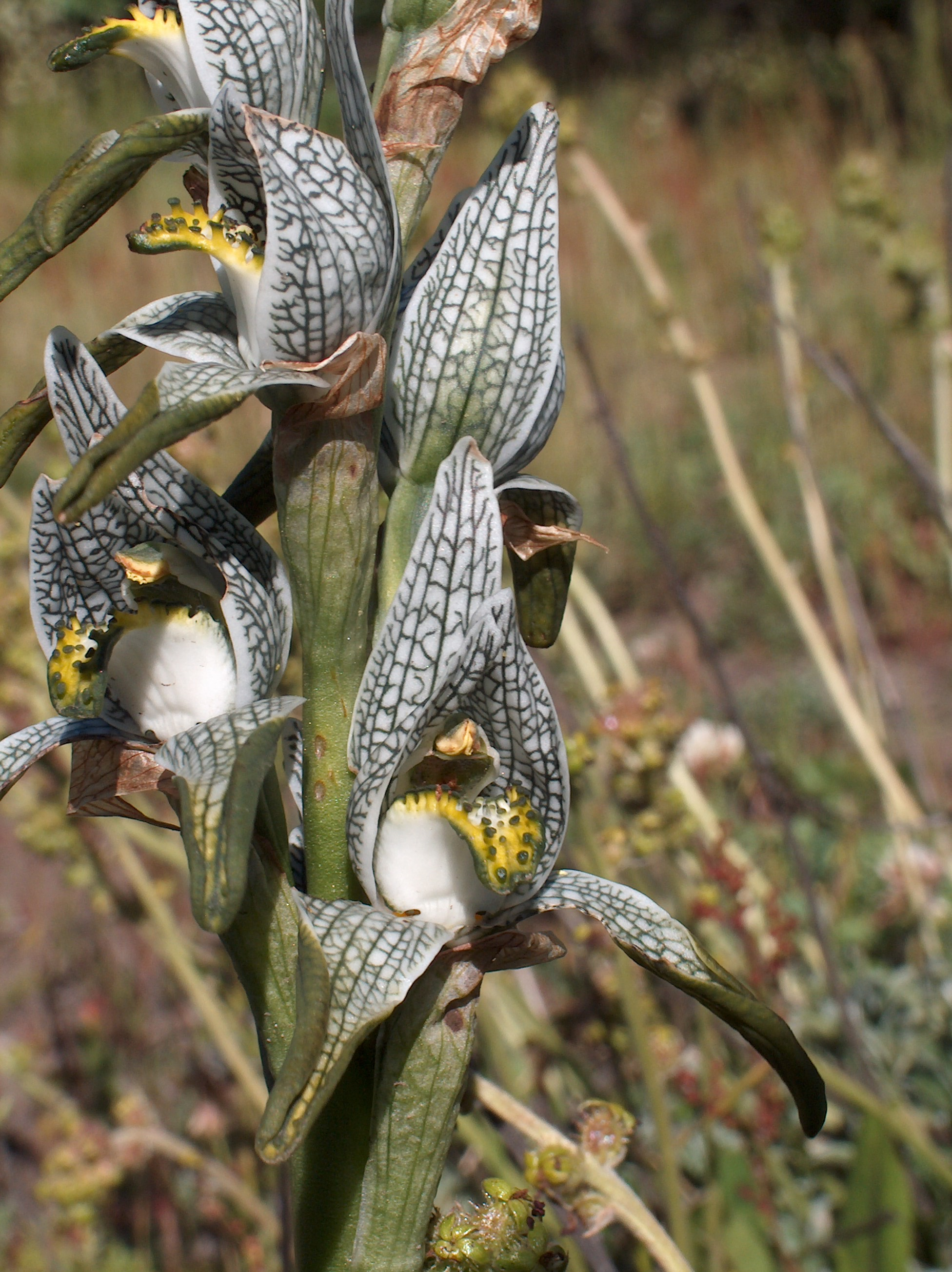